# Sjeverna Dakota
Sjeverna Dakota je savezna država SAD-a. Sjeverna Dakota je primljena u Uniju 2. studenoga 1889. Glavni grad je Bismarck, a najveći grad je Fargo.

## Okruzi (Counties)
Sjeverna Dakota se sastoji od 53 okruga (counties).

## Stanovništvo
Stanovništvo Sjeverne Dakote 2005. iznosilo je 636.677 (US Census Burreau  Arhivirana inačica izvorne stranice od 15. lipnja 2006. (Wayback Machine)) a cjelokupna populacija SAD-a je bila 296,410.404. Etnička struktura je šarolika, a 2000. sastojala se od 92,4 % raznih pripadnika bijele rase, 31.329 Indijanca (cca 4,9 %), 3916 Afroamerikanaca. Većina pripadnika bijele rase su njemačkog (44 %) i norveškog (30 %) porijekla. Osim navedenih ima znatan broj državljana rođenih van SAD-a (12.114), poglavito iz Kanade, nadalje ima 3606 pripadnika raznih azijskih naroda, 230 iz područja Oceanije i 7786 Latinoamerikanaca (ovih posljednjih 2000. g.)
Indijanci
Prastanovnici Indijanci pripadaju jezičnom rodu Siouan i Caddoan. Caddoanska grupa porijeklom je s juga i na područje Sjeverne Dakote došli su postupnim migracijama iz zemje Caddoa i nastanili se u području gornjeg Missourija, u povijesti su često nazivani Crnim Ponima (Black Pawnee), jer su porijeklom od kanibalskog plemena Pawnee, koje je prinosilo ljudske žrtve Jutarnjoj zvijezdi. Druga dva plemena su Hidatsa i Mandan u području rijeke Nož (Knife River), poznatih po uzgoju mandan-kukuruza. Od drugih plemena kojima Sjeverna Dakota nije domovina s vfemenom su navraćali Indijanci Assiniboin, Sioux i Plains Chippewa i Cheyenne. U Sjevernoj Dakoti danas na 4 rezervatima žive plemena: Sioux na Devil's Lake i Standing Rock; Chippewa na Turtle Mountain; i Mandan, Hidatsa i Arikara na Fort Berthold, kolektivno poznata kao Three Affiliated Tribes.

## Vanjske poveznice
- Stanovništvo i etnička struktura
- Indijanci